# Guararapes (ort)
Guararapes är en ort i Brasilien.   Den ligger i kommunen Guararapes och delstaten São Paulo, i den södra delen av landet, 700 km söder om huvudstaden Brasília. Guararapes ligger 413 meter över havet och antalet invånare är 27 557.
Terrängen runt Guararapes är platt. Guararapes är det största samhället i trakten.
Omgivningarna runt Guararapes är huvudsakligen savann. Runt Guararapes är det ganska tätbefolkat, med 172 invånare per kvadratkilometer.